# Jörgen Ullenhag
Jörgen Uno Ullenhag, ursprungligen Nilsson, född 5 november 1941 i Arvika stadsförsamling, Värmlands län, är en svensk forskare, publicist och politiker (folkpartist). Han är gift med professorn emerita i ekonomisk historia Kersti Ullenhag, född Sågvall, och far till Gustav och Erik Ullenhag.
Jörgen Ullenhag, som är son till en köpman, disputerade för filosofie doktorsgrad vid Uppsala universitet 1970 på en avhandling om svensk lönepolitik och var därefter utbildningsledare vid universitetet 1971–1979 och byråchef där 1979–1985. Åren 1985–1993 var han ordförande i SACO/SR, och han var därefter chefredaktör för Upsala Nya Tidning 1994–2002.
Han var riksdagsledamot för Uppsala läns valkrets 1976–1985 och var i riksdagen bland annat ledamot i utbildningsutskottet 1976–1985 och utrikesnämnden 1980–1982. Han var även gruppledare för Folkpartiets riksdagsgrupp 1981–1985.
År 2006 utsågs han till särskild utredare av frågan om behov av lärarauktorisation.